# Jizerská padesátka 2016
ČEZ Jizerská padesátka 2016 byla 49. ročníkem závodu v běhu na lyžích, v rámci seriálu Ski Classics. Závod mužů vyhrál norský běžec Petter Eliassen. V kategorii žen ovládla závod Švédka Britta Johanssonová-Norgrenová.

## Trať závodu
Startovalo se jako vždy na stadionu v Bedřichově. Tentokrát ale běžci nejeli okruh 50 km, ale jelo se 15 malých okruhů zhruba po 3,3 km. Pořadatelé tak učinili kvůli nedostatku sněhu.

## Konečné pořadí

### Muži (prvních 20)
| Pořadí | Běžec                 | Tým                  |
| ------ | --------------------- | -------------------- |
| 1.     | Petter Eliassen       | Team LeasePlan Go    |
| 2.     | Johan Kjølstad        | Team United Bakeries |
| 3.     | Anders Aukland        | Team Santander       |
| 4.     | Daniel Richardson     | Team Expirit         |
| 5.     | Stian Hoelgaard       | Team LeasePlan Go    |
| 6.     | Tord Asle Gjerdalen   | Team Santander       |
| 7.     | Anders Moelmen Holest | Team LeasePlan Go    |
| 8.     | Morten Eide Pedersen  | Team Exspirit        |
| 9.     | Andreas Nygaard       | Team Santander       |
| 10.    | Oeystein Petersen     | Team United Bakeries |
| 11.    | Bill Impola           | Team Exspirit        |
| 12.    | Stanislav Řezáč       | Silvini Madshus Team |
| 13.    | Oeyvind Moel Fjeld    | Team Santander       |
| 14.    | Joergen Aukland       | Team Santander       |
| 15.    | Joergen Brink         | Lager 157 Ski Team   |
| 16.    | Tore Bjoerseth Berdal | Team United Bakeries |
| 17.    | John Kristian Dahl    | Team United Bakeries |
| 18.    | Fredrik Bystroem      | Lager 157 Ski Team   |
| 19.    | Oskar Svaerd          |                      |
| 20.    | Jiří Ročárek          | Atlas Craft Team     |

### Ženy (prvních 20)
| Pořadí | Běžkyně                        | Tým                              |
| ------ | ------------------------------ | -------------------------------- |
| 1.     | Britta Johanssonová-Norgrenová | Lager 157 Ski Team               |
| 2.     | Lina Korsgrenová               | Team Pioneer Investments - CRAFT |
| 3.     | Sara Lindborgová               | Team Skistart.com                |
| 4.     | Kateřina Smutná                | Team Santander                   |
| 5.     | Seraina Bonerová               | Team Exspirit                    |
| 6.     | Emilia Lindstedtová            | Team Skiproam                    |
| 7.     | Masako Ishidaová               | Team United Bakeries             |
| 8.     | Astrid Oeyre Slindová          | Team United Bakeries             |
| 9.     | Kristina Robertová             | Team Skistart.com                |
| 10.    | Annika Loefstroemová           | Team Exspirit                    |
| 11.    | Julia Ivanovová                | Russian Maraton Team             |
| 12.    | Valentina Shevchenková         | Team Futura Robinsonpetshop      |
| 13.    | Nikole Donzallazová            | Team Rossignol Switzerland       |
| 14.    | Rahel Imoberdorfová            | Team Excalibur Lill Sport        |
| 15.    | Heidi Maartenssonová           | Milslukern - PWT                 |
| 16.    | Solfrid Braathenová            | Team Skiproam                    |
| 17.    | Elin Hagavoldová               | Eggedal Il                       |
| 18.    | Magdalena Maierhoferová        | SC Leogang                       |
| 19.    | Alexandra Svobodaová           | Team Lik2Skike                   |
| 20.    | Adéla Boudíková                | Atlas Craft Team                 |